# Jesper Olsson
Jesper Olsson, född 1966, är en svensk litteraturvetare, redaktör, litteraturkritiker och professor vid Linköpings universitet. 
Olsson har varit gästforskare vid University of California, Davis (2007–2008) och State University of New York, Buffalo (1998–1999). Han disputerade vid Stockholms universitet 2005 med avhandlingen Alfabetets användning. Konkret poesi och poetisk artefaktion i svenskt 1960-tal (2005) som bland annat behandlar Öyvind Fahlströms, Åke Hodells, Bengt Emil Johnsons poesi. Olsson är professor vid Linköpings universitet och är sedan 2021 proprefekt för forskning på Institutionen för kultur och samhälle där.
Olsson är även redaktör och ansvarig utgivare för tidskriften OEI, samt medlem av redaktionen för "Mediehistoriskt bibliotek". Han är aktiv i forskarnätverket "Nordic Network for Avant-Garde Studies", och arbetar som redaktör för ett av deras projekt: "A Cultural History of the Nordic Avant-Gardes". Olsson är även litteraturkritiker i Svenska Dagbladet.